# مجادله اسپای وی
در ۲۴ ژوئن ۲۰۲۱، یک زن همسوجنسی ادعا کرد که یک فرد ناشناس دارای آلت تناسلی مردی، که اغلب تصور می‌شود یک زن ترنس است، اجازه یافته برهنه وارد اسپای وی، اسپایی کره ای واقع در لس آنجلس، کالیفرنیا، بشود. این ادعا توجه زیادی از ترف‌های آنلاین و رسانه هایجناح راست به خود جلب کرد، و باعث بروز تظاهرات و تظاهرات متقابل در ۳ و ۱۷ ژوئیه، ۲۰۲۱ بر سر اتهام دسترسی این فرد به این اسپا شد.
در ۳۰ اوت ۲۰۲۱، یک زن تراجنسی متهم به برهنگی نامناسب در رابطه با حادثه مورد ادعا شد، اما او با رد گناهکار بودن خود، ادعا کرد بابت ترنس بودن مورد آزار واقع شده‌است.

## زمینه
به‌طور سنتی، اسپاهای کره ای معروف به جیمجیبانگ (تلفظ کره‌ای: [t͈ɕimdʑilbaŋ]؛ کره‌ای: 찜질방; هانجا: 찜질房; مک‌کیون–ریشاور: tchimjilbang، ت.ت. 'Steamed-quality room' اتاق با کیفیت بخار ') برهنگی را در نواحی ای که بر اساس جنسیت جداسازی شده اجباری می‌کند و به گفته بی‌بی‌سی، «یک محل خانوادگی» است.
به گفته اسپای وی، این محل یک اسپای ۲۴ ساعته کره ای است که در کوریاتاون «در قلب لس آنجلس» واقع شده‌است. این اسپا چهار طبقه دارد: دو طبقه تفکیک جنسیتی شده، یک طبقه جیمجیبانگ مختلط و یک طبقه پشت بام. سیاست‌های اسپای وی به مهمانان حکم می‌کند که در طبقه‌های تک جنسیتی نباید لباس شنا نباید پوشیده شود، اما در نواحی مختلط «لباس مناسب» الزامی است.
این اسپا یک سیاست فرصت‌های شغلی برابر قوی برای کارکنان و همچنین یک سیاست "دسترسی برابر" مناسب برای مشتریان دارد که شامل "سن، رنگ، منشاء ملی، وضعیت شهروندی، ناتوانی جسمی یا روانی، نژاد، دین، عقیده، جنسیت، جنسیت، گرایش جنسی، هویت جنسیتی و/یا بیان، وضعیت تاهل یا هر ویژگی دیگری که توسط قوانین فدرال، ایالتی یا محلی محافظت می‌شود ".

## حادثه
یک زن همسوجنسیتی مسیحی در ۲۴ ژوئن ۲۰۲۱ ویدئویی را در حساب اینستاگرام خود ارسال کرد و ادعا کرد که اسپای وی، یک اسپای کره ای، به فردی دارای آلت تناسلی مردانه اجازه می‌دهد در قسمت زنان این اسپا، مخصوصاً محل لباس عوض کردن، برهنه باشد. این زن، به همراه دو زن دیگر همسوجنسی، با کارکنان اسپای وی جروبحث کردند و مدعی شدند «مردی با آلت تناسلی مردانه» در آن ناحیه در حال لباس عوض کردن است و با صدای بلند چند دقیقه با کارکنان اسپا صحبت کردند. در این مدت، زن به احتمال زیاد در معرض قرار گرفتن کودکان نسبت به آلت مردانه اشاره می‌کند.

### اتهامات جنایی
در ۳۰ اوت ۲۰۲۱، یک زن توسط دفتر دادستان ناحیه لس آنجلس به اتهام پنج مورد برهنگی در انظار عمومی نامناسب در ارتباط با این حادثه متهم شد. این زن، که تراجنسیتی است و از مجرمان جنسی ثبت شده‌است، در سال‌های ۲۰۰۲ و ۲۰۰۳ محکومیت‌های متفاوتی برای برهنگی عمومی ناپسند داشته‌است و در سال ۲۰۰۸ از اتهام برهنگی ناپسند مبری شد. وی در مصاحبه با نیویورک پست این اتهام را رد کرد و اظهار داشت که مورد آزار و اذیت تراجنسی هراسانه قرار گرفته‌است.